# 언제나 타인
언제나 타인은 1969년 공개된 대한민국의 영화이다.

## 배역
- 신성일
- 문희
- 김지수

## 수상
- 1970년 제7회 청룡영화상
  - 주제가상 - 박춘석